# Haematopota triatipennis
Haematopota triatipennis är en tvåvingeart som beskrevs av Enrico Adelelmo Brunetti 1912. Haematopota triatipennis ingår i släktet Haematopota och familjen bromsar. Inga underarter finns listade i Catalogue of Life.